# Адміністративний поділ країн світу
Традиційний для пострадянського простору географічний поділ країн світу за материками та частинами світу.
| Назва частини світу | Площа (км²) | Населення (1 липня 2002) | Кількість незалеж- них країн | Кількість залежних територій | Кількість невизнаних країн | докладніше |
| ------------------- | ----------- | ------------------------ | ---------------------------- | ---------------------------- | -------------------------- | ---------- |
| Євразія:            |             |                          |                              |                              |                            |            |
| Європа              | 10 395 067  | 708 340 483              | 45                           | 6                            | 4                          | докладніше |
| Азія                | 43 534 640  | 3 782 600 809            | 46                           | 8                            | 8                          | докладніше |
| Америка:            |             |                          |                              |                              |                            |            |
| Північна Америка    | 24 480 098  | 515 862 886              | 23                           | 14                           | 0                          | докладніше |
| Південна Америка    | 17 849 908  | 377 544 044              | 12                           | 4                            | 0                          | докладніше |
| Африка:             |             |                          |                              |                              |                            |            |
| Африка              | 30 627 309  | 842 346 364              | 53                           | 10                           | 2                          | докладніше |
| Океанія:            |             |                          |                              |                              |                            |            |
| Океанія             | 9 269 497   | 60 735 417               | 14                           | 23                           | 2                          | докладніше |
| Антарктика:         |             |                          |                              |                              |                            |            |
| Антарктика          | 14 109 615  | 0                        | 0                            | 4                            | 0                          | докладніше |
| Разом               | 150 266 134 | 6 287 430 003            | 193                          | 69                           | 16                         |            |

Крім цього розподілу в англомовних країнах користуються історично-політичним розподілом країн:
- Західна Європа (західніше умовної межі «Фінляндія-Німеччина-Австрія-Італія-Греція-Туреччина-Кіпр»)
- Америка (Північна та Південна)
- Азійсько-Тихоокеанський регіон (східніше умовної межі «Монголія-КНР-Індія-Афганістан-Пакистан», Океанія та Австралія)
- Близький Схід та Північна Африка
- Африка південніше Сахари (південніше умовної межі «Кабо-Верде-Мавританія-Малі-Нігер-Чад-Судан-Еритрея»)
- Центральна, Східна Європа та країни СНД